# Tahar Chaïbi
Pour les articles homonymes, voir Chaïbi.
Tahar Chaïbi (arabe : الطاهر الشايبي), né le 17 février 1946 à Tunis et mort le 29 avril 2014, est un footballeur international tunisien.

## Biographie

### Débuts
« Tahar Boy », comme le surnomment ses amis, grandit dans le quartier tunisois de Bab Jedid, fief populaire de l'équipe de football du Club africain. Dès son enfance, il est passionné par le football, lui consacrant l'essentiel de son temps et de son intérêt au point de reléguer au second plan ses études. Mais il arrive à s'imposer sur les terrains aux côtés de ses compagnons, comme lui de futures vedettes du football national. Chaïbi est avantagé par une morphologie impressionnante et une puissance qui intimide.
En signant dès 1959 sa première licence au Club africain, il déclenche le processus qui fera de lui la principale attraction du football tunisien entre 1963 et 1973. Le public découvre son talent lors de la finale de la coupe de Tunisie juniors disputée en 1963 contre l'Espérance sportive de Tunis et remportée sur un score de 3-0, dont un but de Chaïbi qui compte à ses côtés Sadok Sassi, Abderrahmane Rahmouni, Youssef Kaouel, etc. À l'âge de 17 ans, le 6 octobre 1963, il dispute son premier match parmi les seniors face au Sfax railway sport. L'équipe l'emporte par 5 à 0 alors que Chaïbi inscrit un premier but. Avec Sadok Sassi dit « Attouga », son ami d'enfance, il apporte une précieuse contribution à un Club africain privé de succès depuis l'indépendance du pays et qui se contente de deux infructueuses finales de coupe en 1956 et 1963. Le jeune attaquant fait sensation par sa vélocité et un football en rupture avec le paysage de l'époque. Sa force de pénétration affaiblie les défenses adverses au grand bonheur du buteur du club Mohamed Salah Jedidi.

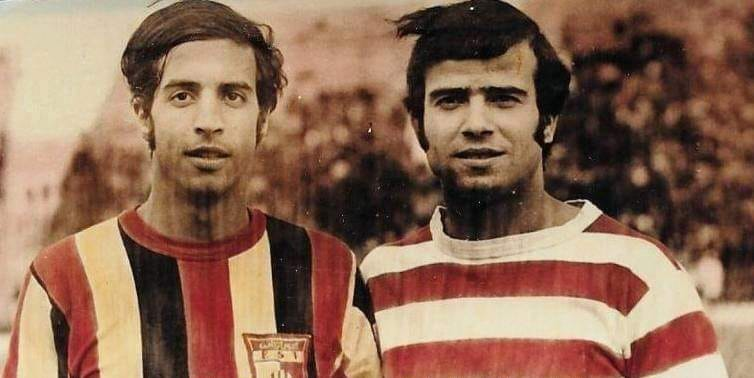
Tahar Chaïbi (à droite) et Abdelmajid Ben M'rad.

L'ambition du club se matérialise même si Chaïbi échoue dans son premier derby tunisois, face à l'Espérance sportive de Tunis, le 3 novembre 1963 (0-2). Sa fébrilité empêche également l'équipe de prendre sa revanche lors du match retour tenu le 20 mars 1964. Toutefois, le sacre est finalement remporté et le club s'inscrit dès lors dans une dynamique de succès permettant à Chaïbi de récolter régulièrement les trophées à l'exception des années 1966 et 1971, ce qu'aucun footballeur tunisien n'a pu réaliser à ce jour. Même en 1964-1965, lorsque son club est coiffé au poteau en championnat par le Stade tunisien, Chaïbi prend sur son compte d'assurer la compensation en finale de la coupe face à un Avenir sportif de La Marsa qui ne manquait pas d'ambition. Dès 1971, il commence à connaître des problèmes de santé mais continue à lutter jusqu'au bout en continuant à prêter main-forte à ses camarades jusqu'en 1975.

### Sélection nationale
À l'âge de 19 ans, il intègre enfin la sélection nationale lors d'un match amical joué face aux Hongrois du Ferencváros TC, le 21 février 1965 au stade Chedly-Zouiten (0-0), puis dispute son premier match officiel contre le Maroc huit jours plus tard. Il acquiert la notoriété le 2 mai 1965 en inscrivant à Casablanca l'unique but du match opposant la sélection nationale à celle du Maroc.
D'un pas assuré, Chaïbi entame une carrière internationale et succède graduellement à son idole Noureddine Diwa dans le cœur des Tunisiens. En équipe nationale, il entrevoit de grandes perspectives après une sévère élimination aux Jeux olympiques d'été de 1968 par tirage au sort profitant au Maroc. En effet, une victoire historique en phase préliminaire de la coupe du monde 1970, le 17 novembre 1968 à Alger (2-1), semble promettre à la sélection un voyage au Mexique. La mobilisation des professionnels algériens lors du match retour n'impressionne pas outre mesure Chaïbi et ses camarades (0-0). Mais face au Maroc, la double confrontation se déroule essentiellement dans une psychose récurrente. Un match d'appui s'impose donc. À Marseille, Chaïbi bénéficie du renfort de Noureddine Diwa au point d'ouvrir le score dès la troisième minute. Ce n'est pas suffisant car le chassé-croisé débouche finalement sur le nul et un tirage au sort à nouveau favorable au Maroc. Il fait partie de la sélection nationale jusqu'en 1972, année au cours de laquelle il clôt le 23 avril sa carrière internationale contre l'équipe du Maroc.

## Palmarès
- Championnat de Tunisie :
  - Champion : 1964, 1967, 1973, 1974
- Coupe de Tunisie :
  - Vainqueur : 1965, 1967, 1968, 1969, 1970, 1972, 1973
- Supercoupe de Tunisie :
  - Vainqueur : 1968, 1970
- Coupe du Maghreb des vainqueurs de coupe :
  - Vainqueur : 1971
- Coupe du Maghreb des clubs champions :
  - Vainqueur : 1974, 1975

## Décorations
- Commandeur de l'ordre national du Mérite (Tunis, 2012)[3].